# 24kGoldn
24kGoldn, pseudonimo di Golden Landis Von Jones (San Francisco, 13 novembre 2000), è un rapper e cantante statunitense.

## Biografia
Von Jones è nato e cresciuto a San Francisco. Ha dichiarato che prima di avvicinarsi alla musica era «intenzionato a diventare un manager e ad entrare nel mondo della finanza». Ha frequentato la University of Southern California, dove ha avviato la sua carriera di rapper.
Von Jones ha caricato su YouTube la sua prima canzone, Trappers Anthem, nel 2017. Il suo singolo di debutto discografico, Ballin' like Shareef, è stato invece pubblicato nel 2018.
Nel 2019 ha iniziato a ricevere seguito grazie alla sua canzone Valentino, diventata virale su TikTok, che ha registrato oltre 100 milioni di riproduzioni su Spotify, riuscendo anche a classificarsi nella Billboard Hot 100 al numero 92, segnando la prima entrata del rapper nella graduatoria. Grazie al successo di Valentino, 24kGoldn ha firmato un contratto con la Columbia, con la quale il 22 novembre 2019 ha pubblicato il suo EP di debutto Dropped Outta College, posizionatosi alla posizione 122 della Billboard 200. L'EP ha generato il singolo City of Angels, che ha raggiunto le classifiche di oltre 15 paesi, tra cui Regno Unito e Australia, dove si è posizionato in entrambe al 25º posto.
Il 24 luglio 2020 è uscito il singolo Mood, in collaborazione con il rapper Iann Dior, che dopo essere diventato virale su TikTok è entrato nella hit parade di 40 paesi, raggiungendo la vetta di diversi mercati, tra cui Australia, Canada, Irlanda, Nuova Zelanda, Regno Unito e Stati Uniti. In seguito ha ricevuto il settuplo platino dalla RIAA per aver venduto 7 milioni di unità in territorio statunitense.

## Discografia

### Album in studio
- 2021 – El Dorado

### EP
- 2019 – Dropped Outta College
- 2024 – Growing Pains

### Singoli
- 2018 – Ballin' like Shareef
- 2019 – Valentino
- 2019 – Time for That
- 2019 – A Lot to Lose
- 2019 – Games on Your Phone
- 2019 – Dropped Outta College
- 2020 – City of Angels
- 2020 – Unbelievable (feat. Kaash Paige)
- 2020 – Water Run Dry (con Chelsea Collins)
- 2020 – Mood (feat. Iann Dior)
- 2020 – Coco (feat. DaBaby)
- 2021 – 3, 2, 1
- 2021 – Love or Lust
- 2021 – Company (feat. Future)
- 2021 – I Won (con Ty Dolla Sign e Jack Harlow)
- 2021 – Alright (con HVME feat. Quavo)
- 2021 – A-O-K (Remix) (con Tai Verdes)
- 2021 – Prada (con Lil Tecca)
- 2021 – More than Friends
- 2022 – Bella (con Static & Ben El)
- 2022 – Options (con gli Internet Money)
- 2022 – In My Head (feat. Travis Barker)
- 2022 – Scar (con Sokodomo)
- 2022 – Overthinking (con Mabel)
- 2022 – Oh My Lord (con Arizona Zervas)
- 2022 – Mistakes
- 2022 – Checkers (feat. Bandmanrill)
- 2023 – Bite
- 2024 – Good Intentions
- 2024 – Clarity
- 2024 – It's a Feeling (con Sigala e Trevor Daniel)

### Collaborazioni
- 2020 – Tick Tock (Clean Bandit e Mabel feat. 24kGoldn)
- 2020 – Me gusta (Remix) (Anitta feat. Cardi B & 24kGoldn)
- 2024 – WYA (Leah Kate feat. 24kGoldn)

## Riconoscimenti
- American Music Awards
  - 2021 – Candidatura all'Artista rivelazione dell'anno[13]
  - 2021 – Candidatura alla Collaborazione dell'anno per Mood[13]

- BMI R&B/Hip-Hop Awards
  - 2021 – Most-Performed Song per Mood[14]

- E! People's Choice Awards
  - 2021 – Candidatura all'Artista rivelazione del 2021[15]

- Fonogram Awards
  - 2021 – Album o registrazione dell'anno – rap/hip hop per Mood[16]

- LOS40 Music Awards
  - 2021 – Candidatura al Miglior artista o gruppo rivelazione internazionale[17]

- MTV Europe Music Awards
  - 2021 – Candidatura al Miglior artista MTV Push[18]

- MTV Video Music Awards
  - 2021 – Candidatura alla Canzone dell'anno per Mood[19]
  - 2021 – Candidatura al Miglior artista esordiente[19]
  - 2021 – Candidatura all'Esibizione Push dell'anno per Coco[19]
  - 2021 – Candidatura alla Miglior collaborazione per Mood[19]